# Live in Budapest
Live In Budapest — концертная запись рок-группы Queen, показанная в National Congress Hall 12 декабря 1986 года, позже изданная на VHS в 1987 году. В 2012 году переиздана в формате Blu-Ray под названием Hungarian Rhapsody: Queen Live in Budapest. В 1988 году запись концерта была показана в СССР под названием «Волшебство. "Куин" в Будапеште».

## Об альбоме
Live In Budapest — фильм-концерт, созданный венгерским режиссёром Яношем Жомбояи из кадров пребывания группы в Венгрии и записи концерта на стадионе «Непштадион» в Будапеште 27 июля 1986 года. Данное выступление входило в «Magic Tour» — тур в поддержку альбома A Kind of Magic, и стало первым концертом зарубежной рок-группы в странах «Восточного блока».

## Список композиций
Курсивом обозначены песни, которые были обрезаны в финальном выпуске:
1. «Intro»
2. «One Vision»
3. «Tie Your Mother Down»
4. «In the Lap of the Gods... Revisited»
5. «Seven Seas of Rhye»
6. «Tear It Up»
7. «A Kind of Magic»
8. «Under Pressure»
9. «Who Wants to Live Forever»
10. «I Want to Break Free»
11. «Guitar Solo»
12. «Now I'm Here»
13. «Love of My Life»
14. «Tavaszi szél vizet áraszt»
15. «Is This the World We Created»
16. «Tutti Frutti»
17. «Bohemian Rhapsody»
18. «Hammer to Fall»
19. «Crazy Little Thing Called Love»
20. «Radio Ga Ga»
21. «We Will Rock You»
22. «Friends Will Be Friends»
23. «We Are the Champions»
24. «God Save the Queen»